# Резание
Резание — технологический процесс формоизменения, основанного на образовании новых поверхностей путём отделения силовым воздействием части обрабатываемого материала, подвергнутого пластической деформации или разрушению всего объёма отделяемой части. 
Разновидность резания — разрезание (резка). Разрезание (резка) — разделительная операция, основанная на разрушении материала по заданным поверхностям, при которой деформации не затрагивают материал отделяемой части.
Резка — это разделение физического объекта на две или более части с помощью прямого силового воздействия режущим инструментом.

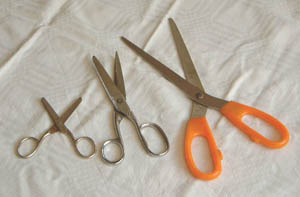
Различные виды ножниц — портняжные (слева), канцелярские (в центре), кухонные (справа)

В быту обычно применяют нож или пилу, тогда как в медицине чаще используют скальпель или микротом. Как правило, твёрдость режущего инструмента должна быть выше, чем твёрдость разрезаемого объекта, тем не менее для резки пригоден любой острый предмет с сопоставимой твёрдостью, если применяют с достаточной силой. Для резки могут быть использованы даже жидкости, если используют с нужной силой, например, гидроабразивная резка.

## Принцип использования

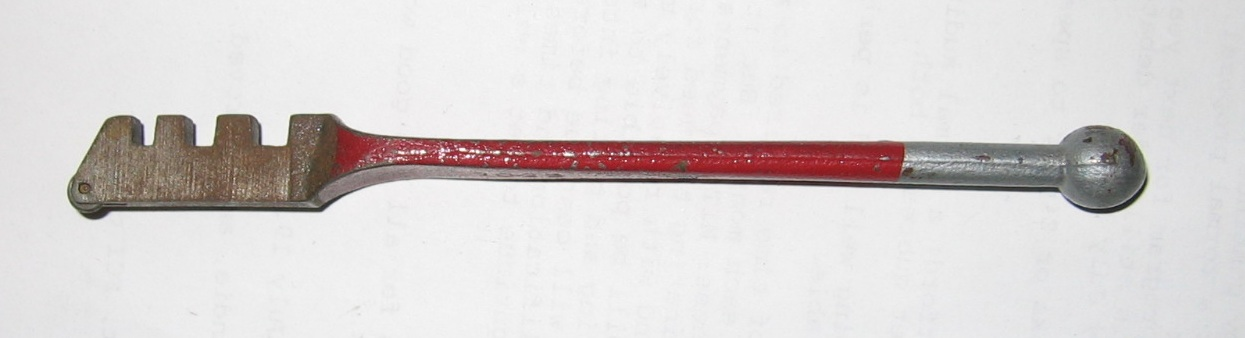
Стеклорез с режущим диском из закалённой стали (левый край), выступами для надламывания и шариком на конце рукояти для подбивания края стекла.

Резка является физическими процессами растяжения-сжатия и сдвига, и происходит лишь когда в материале возникает полное напряжение (создаваемое режущим инструментом), превышающее предел прочности материала разрезаемого объекта. Простейшее применимое к процессу уравнения выглядит как: напряжение = сила / площадь. Напряжение, создаваемое резкой, прямо пропорционально силе, с которой режут, и обратно пропорционально площади соприкосновения. Следовательно, чем меньше площадь (то есть чем острее режущий инструмент), тем меньше необходимо силы для разрезания чего-либо. Это, как правило, видно на примере того, что режущие кромки всегда имеют минимальную толщину для разрезания мягких материалов, и толще для твёрдых материалов. Можно взглянуть на прогрессию лезвия кухонного ножа, мясницкого ножа, топора и увидеть баланс между лёгкостью действия разрезания тонким лезвием против силы и прочностью режущей кромки более толстого лезвия.

## Резка металла
Резка лежала в основе промышленности на протяжении всей истории и там используется широкий спектр режущего инструмента. Для резки металлов применяются многие методы и они могут быть сгруппированы по используемым физическим методам.
- формирование детали — пиление, сверление, фрезерование, токарная обработка;
- сдвиг — перфорация, штамповка прессом, резка ножницами;
- истирание — шлифовка, притирка, полирование, гидроабразивная резка;
- нагревание — газовая резка, плазменная резка, лазерная резка;
- электрохимический — травление кислотой, обработка электроразрядом.

Каждый метод имеет собственные ограничения в точности, стоимости и воздействии на материал. Например, термические способы могут повредить качеству термообработанных сплавов, а лазерная резка является наименее подходящей для материалов с высокой отражающей способностью, таких как алюминий. Лазерная резка даёт возможность производства плоских деталей, а травление и гравировка даёт детали со сложным или простым дизайном. Эти методы используются с другими вариантами резки для ускорения технологических процессов и гибкости в возможностях.

## Дефекты при резании металла
Дефекты и причины дефектов  при резании слесарной ножовкой:
- Перекос — возникает из-за слабо натянутого полотна или если резание проводилось по узкой стороне полосы или уголка. В этих случаях надо натянуть полотно так, чтобы оно туго поддавалось нажатию на него пальцем сбоку, а уголок или полосу разрезать только по широкой стороне;
- Выкрашивание зубьев полотна — возникает из-за неправильного подбора или дефекта полотна или если полотно перекалено. В первом случае полотно лучше выбирать так, чтобы в работе участвовало не менее 2-3 зубьев, тонкие материалы — закреплять, вязкие - резать ножовкой с более плотными зубьями. Перекаленное полотно нужно заменить;
- Поломка полотна — возникает из-за сильного нажатия на ножовку, неравномерно движения при резке или слабого натяжение полотна. Нужно ослаблять вертикальное нажатие на сильно натянутые полотна, ослаблять нажатие в конце реза и движения ножовку делать равномерными. Перед началом работ натяжение полотна проверяется.

Дефекты при резании ручными ножницами:
- Мнётся металл — ножницы тупые или у них ослаблен шарнир. Перед началом резания проверяется острота ножниц и шарнир, затачиваются и подтягиваются;
- Появляются «надрывы» — возникает из-за неправильного резания. Чтобы «надрывов» не было, лезвия ножниц не должны сходиться полностью;
- Ножницы выходят за линию разметки — чаще всего возникает при резке электровибрационными ножницами. Если слесарь режет большой лист металла, то заднюю кромку прижимает к какому-либо упору.

Дефекты при резке труб:
- Грубые задиры в местах закрепления трубы — возникает вследствие неправильного закрепления труб. Чтобы этого избежать, трубу закрепляют на станках или в тисках с применением деревянных подкладок;
- «Рваный» торец — возникает из-за неправильного реза трубогибочным станком. Чтобы этого избежать, пилы смазываются, трубы плотно закрепляются на станке, режутся перпендикулярно.

## Инструменты, используемые для резания
- Лазер
- Нож
- Ножницы
- Фреза
- Стеклорез